# Rödmyråsen
Rödmyråsen är ett naturreservat i Sundsvalls kommun i Västernorrlands län.
Området är naturskyddat sedan 1998 och är 20 hektar stort. Reservatet omfattar ett höjd med granskog med inslag av lövskog. Skogen drabbades hårt av stormen Ivar och här finns laven långskägg.